# 速亦客禿·扯兒必
速亦客禿·扯兒必（蒙古語轉寫：Süyiketü Čerbi，羅馬化：Sūkātū Jarbī，見《史集》；？—？），亦作雪亦客秃，出身晃豁坛氏，蒙力克之子。由成吉思汗親自任命的千戶長之一，蒙古帝国开国功臣（第31位）。

## 生平
速亦客秃曾随其父蒙力克投靠札木合。不过在铁木真（成吉思汗）第一次称汗之前，他已股离札木合而投奔了铁木真。铁木真于1189年称汗后，他被任命为司膳。1204年他与朵歹、朵豁勒忽、斡格来、脱栾、不察阑一同被任命为扯儿必（近侍官），跟随铁木真出征乃蛮塔阳汗。1206年蒙古帝国成立后，速亦客秃与其父蒙力克、其兄脱栾皆被封为建国八十八功臣，并出任千户长。

## 延伸阅读
[在维基数据编辑]
 《新元史/卷128》，出自柯劭忞《新元史》